# 양현모 (배우)
양현모(1999년 1월 11일 ~ )는 대한민국의 배우이다.

## 출연작

### 영화
- 2012년 《기억의 조각들》
- 2013년 《동창생》 - 탈북아이 역
- 2014년 《다우더》 - 동원 역

### 드라마
- 2013년 SBS 《상속자들》 ... 최영도 역 (김우빈 아역)